# Виньес, Рамон
Рамон Виньес (кат. Ramon Vinyes i Cluet; Берга, Каталония, Испания, 1882 — Барселона, 1952) — драматург, прозаик, поэт, критик и журналист каталонского происхождения. Значительную часть жизни провёл в Колумбии.

## Биография
Родился в небольшом каталонском городке. В молодости участвовал в культурной жизни как родного города, так и Барселоны в качестве литератора, журналиста и критика модернистского направления.
В 1913 году перебрался в колумбийский город Барранкилья. Там он открыл книжный магазин и публиковал критические статьи в различных изданиях страны. В 1917—1920 годах возглавлял литературный журнал Voces.
В 1925—1929 и 1931—1939 годах снова жил в Барселоне, где приобрёл известность в качестве драматурга и театрального критика. После победы генерала Франко в Гражданской войне эмигрировал во Францию, а через год вернулся в Барранкилью, где стал одним из лидеров местных интеллектуалов и входил в объединявшую их Группу Барранкилья.
В 1950 году в очередной раз вернулся в Барселону, где и умер два года спустя.
Во второй половине XX века был практически забыт в Испании, однако вызывал значительный интерес в Колумбии. Стал прототипом персонажа мудрый каталонец книги Сто лет одиночества Габриэля Гарсии Маркеса.